# نجار هانم
نجار هانم (بالتركية: Nigâr Hanım)‏ ولدت في الأول من إبريل 1918. هي شاعرة عثمانية طورت الأساليب الغربية الحديثة بصيغة أنثوية. هي رمز بارز في تنظيمات الشعر التركي.

## حياتها وشعرها
ولدت نجار في اسطنبول. والدها هو ماكار عثمان باشا، نبيل من أصل مجري. تعلمت في مدرسة قاضي كوي [الإنجليزية] الفرنسية، ولاحقًا تلقت محاضرات في المنزل من أساتذة خصيصًا لها. استطاعت التحدث بثمان لغات والعزف على البيانو في عمر صغير.
تزوجت في سن الرابعة عشر، لكنها تطلقت بعد بضعة سنوات من التعاسة المريرة.
أشعارها الأولية مكتوبة بالإسلوب الديواني القديم، لكنها تأثرت لاحقًا بريكاي زادا محمود أكرم وآخرين، واتبعت أسلوب أكثر حداثة مع تأثرها بالشعر الغربي لزمانها. كانت على دراية كبيرة بثقافات الشرق والغرب، وتجيد الفرنسية واليونانية والعربية والألمانية.
كتابها «إفسوس» كان أول كتاب شعري تكتبه شاعرة بأسلوب شعري غربي. مثل مهرى خاتون [الإنجليزية] وربما أيضًا أول شاعرة من بعدها، لم تكن أنوثتها مختبئة في شعرها. أسلوب كتابتها واختيار موضوعاتها وطريقة عرضها يعكسون حسنًا أنثويًا للغاية. بعيدًا عن الشعر كتبت نثرًا وقامت بالعديد من الترجمات.
في حياتها الشخصية كانت رمزًا مهمًا ومشهورًا في المجتمع في زمانها. بالحديث عن أسلوب حياتها وبعيدًا عن حياتها كشاعرة، كان لشخصيتها الاجتماعية المنفتحة واختيار ملابسها تأثيرًا كبيرًا على المجتمع ورؤية السيدات في ذلك الوقت. قد لا يمكننا وصفها بتابعة للحركة النسائية، لكن أراءها عن حقوق المرأة كانت سابقة كثيرًا لعصرها.
تم تقدير أعمالها الإنسانية بجائزة «جمعية الإحسان» Order of Charity [الإنجليزية].
أصبحت منعزلة بشكلٍ كبير في سنواتها الأخيرة، وكانت تتألم بشدة. توفيت عام 1918 في إسطنبول.

## أعمالها
هذه إحدى قصائدها الرومانسية الأولية:
«أخبرني مجددًا»
هل أنا حبك الوحيد.. في العالم بأسره.. الآن؟

هل أنا حقًا غاية حبك؟

إن كان الشغف يعصف بعقلك،

إن كان الحب يزدهر أبديًا في قلبك،

فهل هذا لي؟ أخبرني مجددًا.
أخبرني الآن، هل أنا إلهامك

لكل أفكارك المظلمة، وكل أحزانك؟

شاركني شعورك، وأفكارك.

تعال، يا حبيبي، أفضي إلى قلبي

بكل آلامك.

أخبرني مجددًا.

### قائمة بأعمالها
أشعار
- إفتوس I
- إفسوس II
- نيران
- محور السعادة
- صفحات قلب
- ألحان وطن

مسرحيات
- تأثير العشق

مذكرات
قصة حياتي (1956)

## الأوسمة والتكريم
- نيشان الشفقة